# Gondor
Gondor je v Tolkienovi mitologiji človeška kraljevina v južnem Srednjem svetu. Glavno mesto Gondorja je Minas Tirith.

## Geografija
Nasproti Gondorjeve prestolnice, Minas Tiritha, leži Osgiliath, obrečno mestece, iz katerega plujejo čolni čez Anduin na drugo stran.
Na jugu Gondor meji na Morje in Južni Gondor, nekdanjo provinco, ki je opustela. Na vzhodu leži Mordor in Minas Morgul, gondorsko mesto, ki je služilo opazovanju Mordorja v mirnih časih, ampak ga je pred vojnami po navadi zavzel Sauron. Na severu Gondor meji na zavezniški Rohan in Ered Nimrais.